# جعفر الموصلي
جعفر بن مكي بن جعفر، أبو موسى محب الدين الموصلي (توفي 713هـ - 1313م) عالم بالقراآت، من أهل الموصل. توفي بشيراز. له «الكامل الفريد في التجويد والتفريد» في إسطنبول.